# Mathieu Bauderlique
Mathieu Bauderlique (3 luglio 1989) è un pugile francese.

## Palmarès
- Olimpiade

Rio de Janeiro 2016: bronzo nei mediomassimi.